# أحادي الإزهار

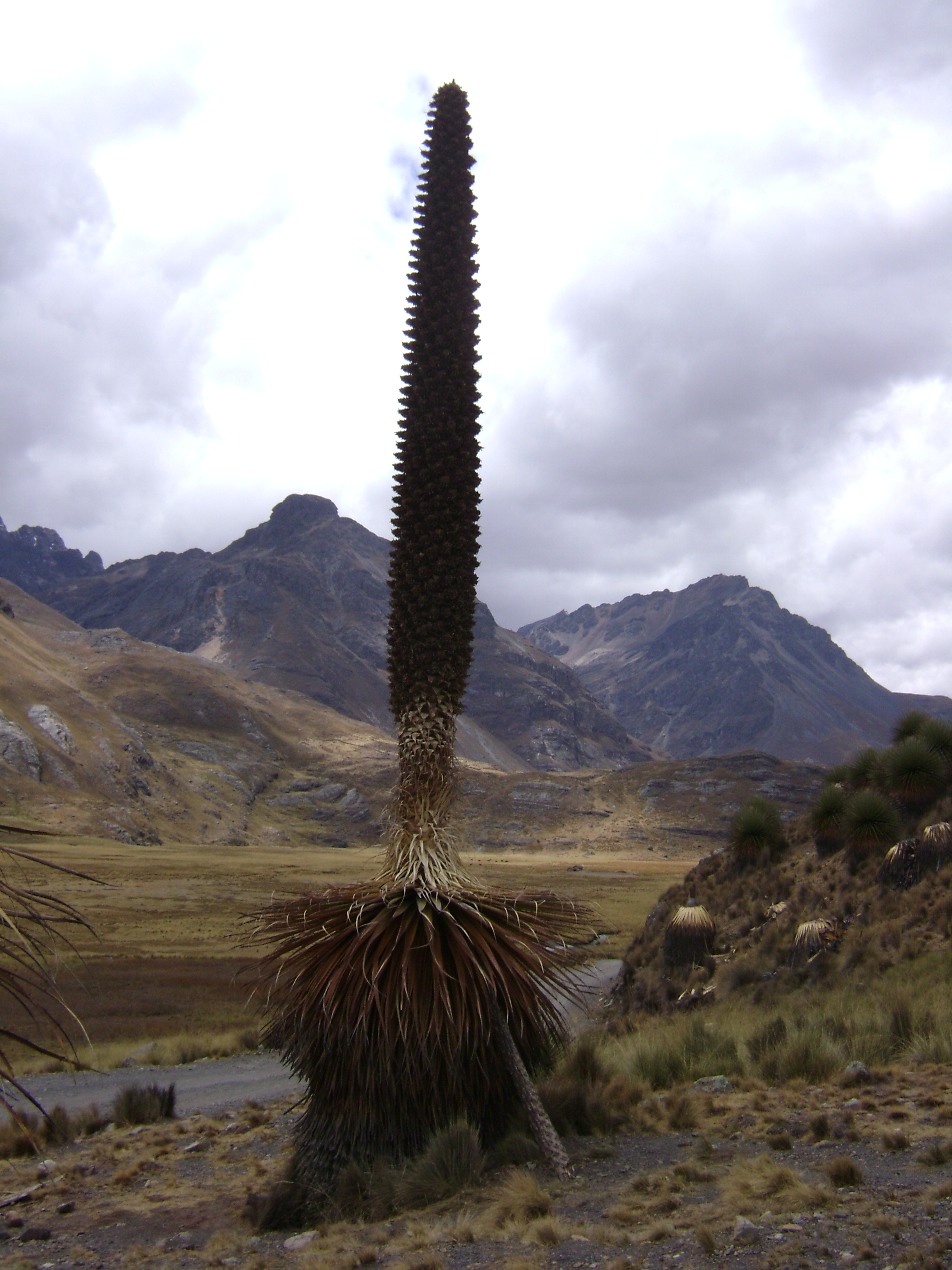

أحادي الإزهار هو نوع من النبات يزهر مرة واحدة فقط في حياته ثم يموت بعد ذلك. ومن المصطلحات الأخرى التي لها المعنى نفسه أحادي الإنجاب وأحادي الثمار.
والمعنى المضاد هو في الغالب فرط الإزهار، على الرغم من رؤية تعدد الإزهار أيضًا.
وأول من استخدم ذلك المصطلح هو ألكسندر براون.
يُستخدم هذا المصطلح للنباتات التي تُزهر مرة واحدة في عمرها ثم تموت. وهو كثيرًا ما يُستخدم لوصف بعض أصنوفات الفوفلية (نخيل) وبعض أنواع الخيزران، لكن نادرًا ما يُستخدم خلاف ذلك. وتزهر العديد من النباتات الحولية خلال فترة زمنية معينة ويمكن أن يكون لها زهور وبذور على النبات نفسه وفي الوقت نفسه، لذا فهي ليست أحادية الإزهار، لأن الإزهار لا يؤدي إلى موت النبات. وهناك مصطلح مشابه وهو أحادي الثمار، للنبات الذي يحمل ثمرة واحدة ثم يموت. وهناك مصطلح ذو صلة وهو تعدد الإزهار، وهو يُستخدم مع الفوفلية (نخيل) وبعض أنواع الخيزران للسيقان التي تزهر أكثر من مرة.